# IBH-Holding
Die IBH-Holding war ein deutscher Baumaschinenkonzern mit Sitz in Mainz, der 1975 von Horst-Dieter Esch gegründet und nach einer Phase mit sehr hohen Wachstumsraten am 4. November 1983 spektakulär zahlungsunfähig wurde.

## Gründungsphase

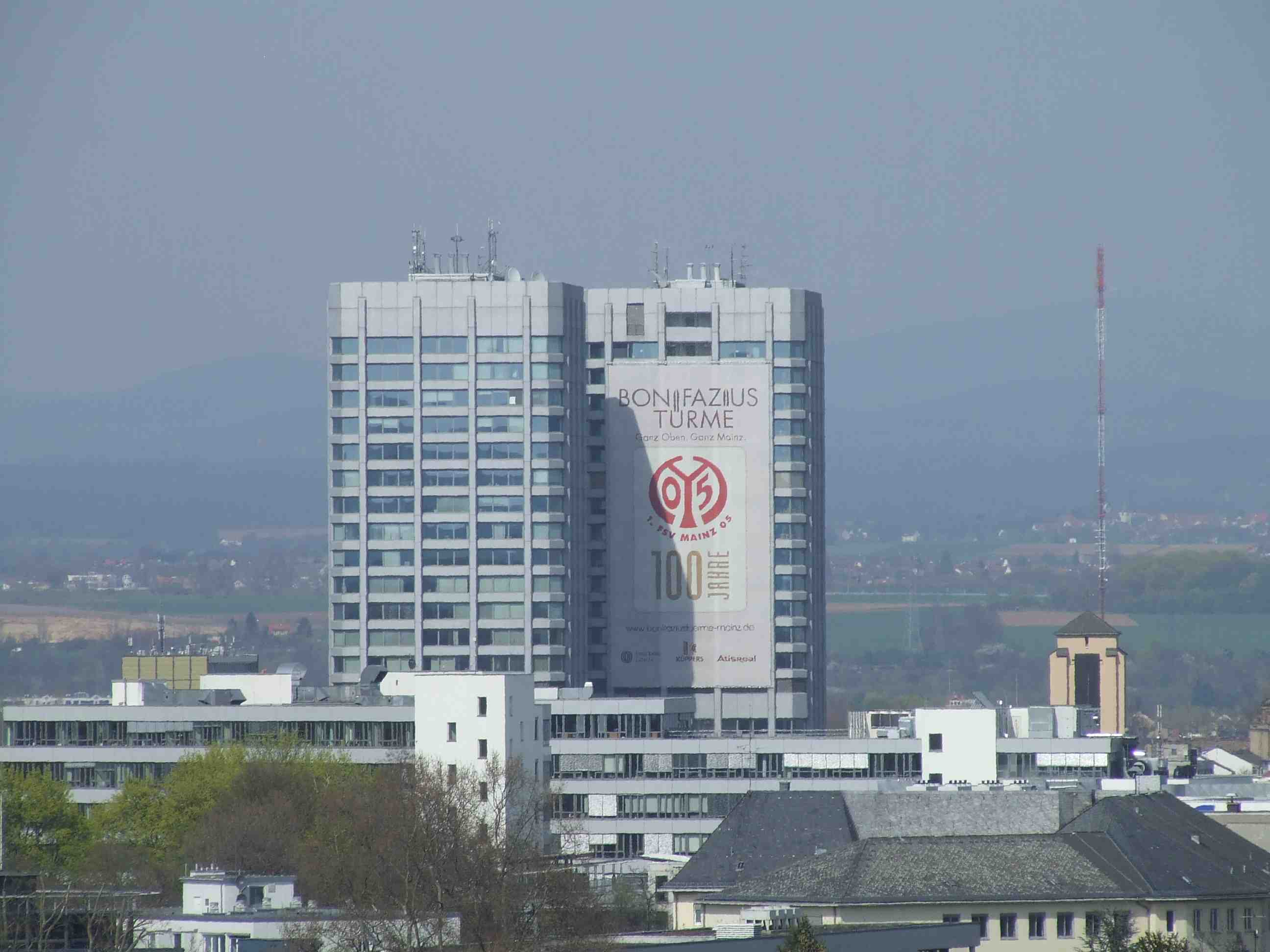
Bonifazius-Türme in Mainz, ehemaliger Konzernsitz der IBH-Holding

Der seit 1973 bei der britischen Blackwood-Hodge als Verkaufsmanager Europa angestellte Esch spekulierte dort mit kreditfinanzierten Aktien seines Arbeitgebers Blackwood-Hodge und erzielte damit einen Kursgewinn von 1 Million DM.
Im Juli 1975 gründete er mit seinem Gewinn die IBH-Holding, für die Esch seitdem marode mittelständische Baumaschinen-Hersteller erwarb und den Unternehmenskauf mit Bankkrediten von der Privatbank Schröder, Münchmeyer, Hengst & Co. (SMH) finanzierte. Die Kaufpreise waren wegen der schlechten Lage der Firmen niedrig, oft kam es zum Symbolpreis von 1 DM. Zum IBH-Konzept gehörte der Aufkauf von Wettbewerbern, um über erhöhte Marktanteile die Marktmacht zu vergrößern. Erstes Unternehmen war im August 1975 die traditionsreiche Maschinenfabrik Zettelmeyer, die er mit Hilfe einer Landesbürgschaft von Rheinland-Pfalz in Höhe von 8,5 Mio. DM erwerben konnte. Es folgten unter anderem 1976 Duomat, die Maschinenfabrik Hamm AG (Januar 1978) und Hermann Lanz KG (1978), die britische Hymac Ltd. (1978), Anfang 1979 erwarb IBH drei französische Firmen.

## Expansionsphase
Im Oktober 1979 trat Esch in Kontakt mit Ferdinand-Josef Graf von Galen, dem 40%igen Mitinhaber der SMH-Bank. Diese finanzierte fortan die Unternehmenskäufe der IBH-Holding, die im April 1980 den Betonpumpen- und Asphaltmaschinenhersteller „Wibau Maschinenfabrik Hartmann AG“ erwarb, welcher zu 83,33 % der SMH-Bank gehörte. Die IBH übernahm diesen Anteil, dafür wurde im Gegenzug die SMH zu 7,4 % an der IBH beteiligt. Von nun an fungierte SMH als maßgebliche Hausbank. Im Fall „Wibau“ konnte die Fusion wegen kartellrechtlicher Bedenken erst durch eine Ministererlaubnis durchgesetzt werden. Mit einem Konzernumsatz von 783,6 Mio. DM und 7180 Beschäftigten gehörte IBH im Jahre 1980 zu den zehn größten Baumaschinenkonzernen der Welt. IBH erwarb zudem im Februar 1980 Hanomag und stieg dadurch zum weltweiten Branchendritten nach Caterpillar und Komatsu mit einem Umsatz von 2,5 Mrd. DM und 15.000 Beschäftigten auf. Durch die Unternehmensübernahme der Terex Division (Baumaschinenaktivitäten von General Motors) im Januar 1981 war die IBH 1981 endgültig in die Spitzengruppe aufgerückt. An IBH beteiligten sich unter anderem die britische Powell Duffryn (1978; 23,1 %), General Motors (Januar 1981; im Aktientausch für die Terex; 13,6 %), Deutsche Babcock AG (Juli 1982; 10,1 %) oder der saudische Scheich Saleh Abdullah Kamel, so dass Esch 1982 nur noch 9 % an seinem Konzern hielt.

## Unternehmenskrise
Die anhaltende Krise in der Bauindustrie und damit verbunden bei Baumaschinenherstellern traf auch die IBH-Holding. Zudem verstärkten konzerninterne Gründe die zunehmende Unternehmenskrise im IBH-Konzern. So wurde eine grundlegende Sanierung und rasche Integration der gekauften Unternehmen nicht konsequent genug durchgeführt, mögliche Synergiepotenziale wurden kaum realisiert. Im Jahre 1982 musste der IBH-Konzern Verluste von 212 Mio. DM verkraften. Wegen geschönter Bilanzen musste die IBH-Tochter Wibau im November 1983 Konkurs anmelden. Das IBH-Kreditvolumen bei der SMH-Bank betrug im November 1983 insgesamt 898 Millionen DM. Die unter Leitung des Grafen von Galen stehende SMH-Bank musste ihre Kredite an die IBH als ausfallgefährdet einstufen, als auch ihre Kreditnehmerin IBH-Holding im November 1983 zusammenbrach. Dieses Kreditvolumen erreichte das Achtfache des Eigenkapitals der SMH-Bank, die die Großkreditvorschriften umgangen hatte, weil die IBH-Kredite der Luxemburger SMH-Tochter (473 Mio. DM) wegen einer Gesetzeslücke nicht bei Großkrediten mitgerechnet werden mussten. Die Überschuldung beim Zusammenbruch der IBH-Holding belief sich auf rund eine Mrd. DM. Während Esch im November 1984 vom Landgericht Koblenz zu 6 ½ Jahren Gefängnis und 90.000 DM Geldstrafe wegen Betrugs, Untreue und Konkursverschleppung verurteilt wurde und nach 4 Jahren Haft im Juli 1989 freikam, erhielt von Galen 3 Jahre und 9 Monate Haft.
In der Folge geriet auch die SMH-Bank in eine Krise, 20 deutsche Banken unternahmen gemeinsam im November 1983 eine Rettungsaktion. Die Krise war die zweitgrößte Bankenkrise in Deutschland nach der Insolvenz der Herstatt-Bank.

## Konzerngesellschaften des IBH-Konzerns
Zur IBH-Gruppe zählten unter anderem folgende Unternehmen:
- Duomat
- Dureppe
- Hamm AG
- Hanomag
- Hermann Lanz KG
- Hymac
- Maco-Meudon
- Pingon
- Terex
- Wibau
- Zettelmeyer